# Живопись цветового поля
Живопись цветового поля (амер. англ. color field) — род абстрактной живописи, в основе которой лежит использование больших плоскостей однородных цветов, близких по тональности и не центрированных. Термин принадлежит американскому историку и теоретику авангардного искусства Клементу Гринбергу.
Живопись цветового поля получила развитие в Нью-Йорке в конце 1940-х — начале 1950-х гг. Ведущими представителями стиля были Барнетт Ньюман и Марк Ротко. Это направление можно рассматривать как разновидность абстрактного экспрессионизма, хотя иногда его классифицируют как род минимализма. Начиная с 1952 года, стилистику живописи цветового поля использовала Элен Франкенталер: грубый незагрунтованный холст пропитывался или покрывался очень тонким слоем краски, так что краска скорее впитывалась в поверхность, нежели окрашивала её.

## Предпосылки развития
После Второй мировой войны центр современного искусства смещается из Парижа в Нью-Йорк, в котором активно развивается абстрактный экспрессионизм. В конце 1940-х и начале 1950-х годов Клемент Гринберг стал первым искусствоведом, предложившим и выявившим различия между различными тенденциями в каноническом экспрессионизме. Так, анализируя работу Гарольда Розенберга (одного из ведущих художников абстрактного экспрессионизма), который в своей статье «Американские художники действия» в декабрьском выпуске ARTnews 1952 года, писал о достоинствах живописи действия, Гринберг увидел в работах так называемых абстрактных экспрессионистов «первого поколения» тенденцию к сплошному цвету или цветовому полю.
Марк Ротко — один из тех художников, которого Гринберг назвал художником цветового поля, приведя в пример его картину Пурпурный, чёрный, зелёный на оранжевом, хотя сам Ротко не признавал подобных ярлыков. Для Ротко цвет был «просто инструментом». В каком-то смысле, его самые известные работы  — «мультиформы» и другие его полотна — в сущности, то же выражение, даже чище (или менее детализировано, исходя из интерпретации), «базовых человеческих эмоций», что и его ранние сюрреалистическо-мифологические картины. Что общего среди этих стилистических нововведений, так это забота о «трагедии, экстазе и гибели». К 1958 году почти все холсты Ротко, на которых он хотел выразить свои духовные переживания, становились всё мрачнее. Его яркие красные, жёлтые и оранжевые цвета начала 1950-х плавно превращаются в тёмно-синие, зелёные, серые и чёрные. Его последняя серия картин середины 1960-х годов была серой и чёрной с белыми рамками, напоминая абстрактные пейзажи бесконечно мрачной тундры, неизвестной страны.
Ротко, в середине 1940-х годов, находился в середине критического периода перехода, и он был впечатлён абстрактными цветными полями Клиффорда Стилла, на которые частично повлияли пейзажи родной Северной Дакоты Стилла. В 1947 году, во время обучения в Калифорнийской школе изящных искусств (известной сегодня как Институт искусств Сан-Франциско), Ротко и Стил экспериментировали с идеей создания собственной учебной программы или школы. Стилл считается одним из выдающихся художников цветового поля — его нефигуративные картины во многом связаны с сопоставлением разных цветов и поверхностей. Его неровные вспышки цвета создают впечатление, что один слой цвета был «отодран» от картины, показывая цвета под ним. Картины напоминают сталактиты и первобытные пещеры. Композиции Стилла нестандартны, зазубренны и имеют изрытую тяжёлую текстуру и резким контрастом поверхности.
Роберт Мазервелл — ещё один художник, чьи самые известные работы связаны как с абстрактным экспрессионизмом, так и с живописью в цветового поля. Стиль абстрактного экспрессионизма Мазервелла, характеризующийся свободными открытыми полями живописных поверхностей, сопровождаемыми свободно нарисованными и размеренными линиями и формами, находился под влиянием как Жоана Миро, так и Анри Матисса. Его Элегия в Испанской Республике № 110 (1971) является одной из первых работы в обоих жанрах. Но уже последующие работы конца 1960-х, 1970-х и 1980-х годов, например Открытая Серия, выполнены в стиле цветового поля. В 1970 году Мазервелл сказал: «На протяжении всей моей жизни, художником 20-го века, которым я восхищался больше всех, являлся Матисс».

## История
К концу 1950-х и началу 1960-х молодые художники начали стилистически отдаляться от абстрактного экспрессионизма, экспериментируя с новыми способами создания картин и новыми способами использования красок и цветов. В начале 1960-х годов уже несколько новых течений в абстрактной живописи были тесно связаны друг с другом и, хотя, изначально классифицировались вместе, но в конечном итоге выделились в отдельные, крупные направления. Например, некоторыми из новых стилей и движений, появившихся в начале 1960-х годов как ответ на абстрактный экспрессионизм, являлись: Вашингтонская школа цветов, живопись жёстких контуров, Геометрическая абстракция, Минимализм и живопись цветового поля.
Джин Дэвис также был художником, известным картинами с вертикальными полосами цвета, такими как Black Grey Beat (1964), и членом группы художников-абстракционистов в Вашингтоне, округ Колумбия, в 1960-х годах, известной как Вашингтонская школа цвета. Вашингтонские художники были одними из самых выдающихся художников живописи цветового поля середины XX века.